# Округ Харисон (Мисури)
Округ Харисон (енгл. Harrison County) је округ у америчкој савезној држави Мисури.

## Демографија
По попису из 2010. године број становника је 8.957, што је 107 (1,2%) становника више него 2000. године.
| Група             | 2000.         | 2010.         |
| Белци             | 8.654 (97,8%) | 8.659 (96,7%) |
| Афроамериканци    | 12 (0,1%)     | 30 (0,3%)     |
| Азијати           | 13 (0,1%)     | 18 (0,2%)     |
| Хиспаноамериканци | 89 (1,0%)     | 141 (1,6%)    |
| Укупно            | 8.850         | 8.957         |